# Thomas Cobbe
Thomas Cobbe (1733-1814), est un homme politique irlandais.

## Biographie
Thomas Cobbe naît à Londres en 1733. Sa mère, Dorothea Levinge, fille de Richard Levinge, 1er baronnet, meurt en couches. Son père, Charles Cobbe, est archevêque de Dublin. Il a deux demi-frères du côté de sa mère : John Rawdon, plus tard comte de Moira, et Arthur Rawdon. Son frère aîné, Charles Cobbe, meurt en 1750.
Il fait ses études au Trinity College de Dublin.
Thomas Cobbe représente Swords au Parlement d'Irlande de 1759 à 1768, puis de 1776 à 1783.
Cobbe et sa femme agrandissent le manoir familial Newbridge House, dans le comté de Dublin et, pour abriter leur collection de tableaux, construisent le salon rouge qui reste l'un des plus beaux intérieurs du XVIIIe siècle en Irlande.

## Vie privée
En 1751, Cobbe épouse Eliza Beresford (1736-1806), une fille cadette de Marcus Beresford, 1er comte de Tyrone, et de Catherine Power, suo jure baronne La Poer. Elle est la sœur de George Beresford, 1er marquis de Waterford, John Beresford, député, et William Beresford, 1er baron Decies. Ensemble, ils sont les parents de:
- Charles Cobbe (1756–1798), qui épouse Anne Power Trench, fille de Richard Trench, député, et de Frances Power, en 1778, sœur de William Trench, 1er comte de Clancarty[1].
- Catherine Cobbe (c. 1765 –1839), qui épouse Henry Pelham, fils de Thomas Pelham, 1er comte de Chichester, en 1788[1]
- Élisabeth Dorothea Cobbe (c. 1765 –1850), qui épouse Henry Tuite, 8e baronnet, fils d'Henry Tuite, 6e baronnet, en 1784[1]

Lady Eliza meurt en Angleterre le 6 mai 1806. Cobbe quant à lui meurt en 1814.